# شهرستان بانام
شهرستان بانام  و یا شهرستان باینانگ‌ (به لاتین: Bainang County) یک منطقهٔ مسکونی در چین است که در شیگاتسه واقع شده‌است.